# Kohatk
Kohatk es un lugar designado por el censo ubicado en el condado de Pinal en el estado estadounidense de Arizona. En el Censo de 2010 tenía una población de 27 habitantes y una densidad poblacional de 106,38 personas por km².

## Geografía
Kohatk se encuentra ubicado en las coordenadas 32°34′42″N 112°0′11″O / 32.57833, -112.00306. Según la Oficina del Censo de los Estados Unidos, Kohatk tiene una superficie total de 0.25 km², de la cual 0.25 km² corresponden a tierra firme y (0%) 0 km² es agua.

## Demografía
Según el censo de 2010, había 27 personas residiendo en Kohatk. La densidad de población era de 106,38 hab./km². De los 27 habitantes, Kohatk estaba compuesto por el 0% blancos, el 0% eran afroamericanos, el 92.59% eran amerindios, el 0% eran asiáticos, el 0% eran isleños del Pacífico, el 0% eran de otras razas y el 7.41% pertenecían a dos o más razas. Del total de la población el 7.41% eran hispanos o latinos de cualquier raza.